# Karl Pistorius (Agrarwissenschaftler)
Karl Christoph Pistorius (* 14. März 1808 in Langenau; † 12. Mai 1859 in Oberensingen) war ein deutscher Agrarwissenschaftler.

## Leben
Als Sohn eines Kameralverwalters geboren, besuchte er das evangelisch-theologische Seminar Urach, um sich auf das akademische Studium vorzubereiten. Sein Interesse galt jedoch schließlich der Forstwirtschaft, weshalb er einen Vorbereitungskurs beim Forstassistenten von Plieningen in Blaubeuren absolvierte und ab 1827 Forstwissenschaft in Gießen studierte. Während seines Studiums wurde er 1827 Mitglied der Alten Gießener Burschenschaft Germania, weshalb er 1828 im Zuge der „Großen Relegation“ aufgrund burschenschaftlicher Umtriebe aus Gießen ausgewiesen wurde. Sein Studium setzte er 1828 an der Forstlehranstalt in Hohenheim fort. 1829 ging er nach Tübingen, wo er Kameralwissenschaften studierte. Dort wurde er 1829 Mitglied der Burschenschaft Germania Tübingen.
Nach seinem Studium arbeitete er als Praktikant bei den Forstämtern in Comburg und Leonberg. 1831 wurde er Forstreferendar bei der Finanzkammer in Ulm. Eine Stelle im Staatsdienst bekam er nicht, weshalb er auf die Landwirtschaft wechselte. In Stollhof und in Schweizerhof bereitete er sich praktisch auf das 1833 und 1834 folgende Studium der Landwirtschaft vor. 1835 beendete er seine Ausbildung zum Landwirt in Hohenheim. 1836 erwarb er das Gut Aichholzerhof, das er ein Jahrzehnt selbst bewirtschaftete. 1846 folgte er einem Ruf als Professor an die Land- und Forstwirtschaftliche Akademie Hohenheim, wo er bis 1852 lehrte. Er erwarb das Gut Oberensingen, wo er bis zu seinem Lebensende als Landwirt tätig war.

## Veröffentlichungen (Auswahl)
- Erfahrungen über den Anbau von Winterkohlraps und Winterrübsen. 1849.
- Versuche mit Guanodüngung. 1846.
- Die Topinambur als Ersatz der Viehkartoffeln. 1847.
- Ueber die Kartoffelkrankheit. 1847.
- Neue Methode den Raps zu verpflanzen. 1849.
- Die Einführung einer neuen Schweinerasse. 1850.
- Erfahrungen über den Maisbau in Hohenheim. 1850.
- Ueber Hopfenbau. 1851.
- Landwirthschaftliche Erfahrungen von Hohenheim. 1852.
- Erfahrungen über das Klären des trüben und zähen Weins durch Traubenkerne. 1854.
- Wirkung des Knochenmehls auf die Qualität und Reifezeit der Oelfrüchte. 1854.
- Ueber den Nutzen des Jätens der Getreidefelder. 1856.